# Cryptandra nutans
Cryptandra nutans är en brakvedsväxtart som beskrevs av Ernst Gottlieb von Steudel. Cryptandra nutans ingår i släktet Cryptandra och familjen brakvedsväxter. Inga underarter finns listade i Catalogue of Life.